# كأس الاتحاد الكوري الجنوبي 2003
كأس الاتحاد الكوري الجنوبي 2003 (هانغل: FA컵 2003) هو موسم من كأس الاتحاد الكوري الجنوبي. فاز فيه جونبك هيونداي موتورز.